# Peter Stephan (Politiker, 1818)
Peter Stephan (in amtlichen Dokumenten Peter Stephan III.) (* 11. Februar 1818 in Blödesheim; † 20. Oktober 1888 in Heßloch) war ein hessischer Ökonom und Abgeordneter der 2. Kammer der Landstände des Großherzogtums Hessen.
Peter Stephan war der Sohn des Landwirts Nikolaus Stephan und dessen Ehefrau Christina geborene Flörsch. Sein Bruder Jacob Stephan (1820–1905) wurde ebenfalls Abgeordneter. Er heiratete Katharina geborene Madler. Auch der gemeinsame Sohn Karl Peter Stephan (1853–1927) wurde Abgeordneter.
Peter Stephan war Ökonom in Heßloch. 1849 bis 1868 war er dort auch Bürgermeister.
1872 bis 1881 gehörte er der Zweiten Kammer der Landstände an. Er wurde für den Wahlbezirk Rheinhessen 7/Nieder-Olm und die Nationalliberale Partei gewählt.